# БТР-70
БТР-70  је совјетски оклопни транспортер точкаш, намењен превозу људства и пружању ватрене подршке. Настао је као продукт даљег развоја БТР-60.

## Опис
БТР-70 је амфибијско, вишенаменско оклопно возило са осам точкова, независним ослањањем, са погоном на све точкове, способно да прати тенкове и савладава ровове и водене препреке у покрету. Наоружање се састоји од митраљеза КПВТ калибра 14,5 мм и митраљеза ПКТ калибра 7,62 мм.